# Dhondup Gyal
Dhondup Gyal (tibetano: དོན་གྲུབ་རྒྱལ། ; Wylie: Don grub rgyal; 1953 – 1985) è stato un poeta, scrittore e patriota tibetano, padre della poesia tibetana moderna.
Fu autore, oltre che di numerose poesie, di diversi racconti. Morì suicida ad appena 32 anni. Nel 2017 la madre ha pubblicato il volume Nga yi bu Don grub rgyal ("Mio figlio Dondhup Gyal").

## Opere tradotte in italiano
- Il fiore vinto dal gelo / L'artista tibetano, O barra O, Pavia, 2022